# Прохорова, Екатерина Никифоровна
Екатери́на Ники́форовна Про́хорова (урождённая Моке́ева; 1779—1851) — русская купчиха и промышленница, была одним из ведущим производителей в московском регионе по производству шали и тканей.
В 1830-е и 1840-е годы дело Прохоровых было крупнейшим в хлопчатобумажной промышленности Москвы по объёму торговли. В 1830-х годах товарооборот московского магазина Прохоровых на Зеркальном ряду составлял 1,5 миллиона рублей серебром, в начале 1840-х годов — 2,25 миллиона рублей серебром.

## Биография
Екатерина Мокеева родилась в 1779 году. Она была дочерью московского купца Никифора Родионовича Мокеева, происходившего из крестьян села Милятина Медынского уезда Калужской губернии, и приняла на себя управление семейным делом в 35 лет после смерти мужа купца 2-й гильдии Василия Ивановича Прохорова (1753—1815).
Екатерина была моложе мужа на 26 лет, родила четырёх сыновей и четырёх дочерей (три дочки умерли в младенчестве, пятеро детей дожили до совершеннолетия). Несмотря на большую разницу в возрасте, Василий и Екатерина жили дружно. Биограф Прохоровых писал:
Близкою Василию Ивановичу по духу и нравственному складу была вторая жена его, Екатерина Никифоровна, на которой он женился в зрелых летах. Будучи много моложе своего мужа, она вполне прониклась его убеждениями и взглядами на жизнь и людей. Работала она с утра до вечера и окружающим ее любила говорить, что праздность гибельна, свободное же время посвящала молитве, чтению житий святых и пению псалмов.
У Прохоровой была лавка на Зеркальном ряду и три фабрики, где торговали бумажно-ткацкими, ситцевыми и кашемировыми платками. Всего на фабриках числилось 900 рабочих. По данным на 1842 год, магазины и все фабричные корпуса принадлежали Екатерине и её младшему сыну Якову. Их общая стоимость составляла 60 707 рублей серебром. Екатерине принадлежало 74 % семейного имущества стоимостью 44 729 рублей серебром, в том числе: домовладение № 188 2-го участка Пресненского участка стоимостью 13 714 рублей серебром, домовладение № 118 там же стоимостью 30 718 рублей серебром, домовладение № 228 там же стоимостью 297 рублей серебром и домовладение № 330 4-го участка Пресненской части (без указания стоимости). Якову Васильевичу Прохорову принадлежало 26 % семейной недвижимости на 15 978 рублей серебра, в том числе во 2-м участке Пресненской части домовладение № 187 стоимостью 5 404 рублей и домовладение № 103 стоимостью 10 574 рублей.
Из семейной легенды известно, что с 1813 года, по болезни отца, второй старший сын, 16-летний Тимофей, «унаследовал» дела фабрики, а позже к нему подключился старший брат Иван, ездивший вместе с ним на ярмарки. Однако владельцем бизнеса до конца 1840-х годов оставалась Екатерина Прохорова. Это было определено завещанием её мужа, которое гласило, что всё фабричное имущество и оборотные средства являются собственностью семьи, юридически оформленную на Екатерину Никифоровну, от имени которой её сыновья ведут торгово-промышленное дело. Такое завещание было составлено Василием Прохоровым во избежание риска растраты капитала и имущества.
Когда семейное дело вступило в стабильную стадию, а сыновья выросли, по совместному соглашению от 20 апреля 1824 года Екатерина Прохорова произвела так называемый «полюбовный» раздел и выделила сыновьям неравные доли капитала своим сыновьям (от 47 до 91 тысячи рублей). В 1830-е годы фабричное дело Прохоровых было крупнейшим в хлопчатобумажной промышленности по объёму его торговли: оборот московской лавки Прохоровых на Зеркальном ряду достигал 1,5 миллиона рублей серебром, в начале 1840-х годов — 2,25 млн руб. серебром.
В 1838 году в ответ на вопросы Московской торговой депутации Прохорова заявила, что лавкой занимается «сама с детьми» — заводами управляют её сыновья Яков и Иван Васильевичи. По данным на 1846 год, у Прохоровых было четыре лавки в Китай-городе на Зеркальном ряду — самом престижном месте по продаже хлопчатобумажных и шёлковых тканей. Прохоровы использовали одну из лавок для собственной торговли, где продавали кашемировые шали, произведённые на их собственных фабриках. Остальные три лавки сдавались в аренду, что было важным источником дохода семьи. Официальными владельцами лавок числились «купеческие дети Прохоровы».
Две лавки располагались в Пресненском отделе — ситцевом (370 рабочих, 200 учащихся) и кашемировый (160 рабочих, 50 учащихся). Третья бумажно-ткацкая фабрика, на которой работало 120 рабочих, располагалась на Мещанской секции (современный район проспекта Мира). Всего на заводах работало 900 рабочих.
На Всероссийской мануфактурной выставке 1839 года были представлены изделия прохоровских предприятий: шлафоры, хлопчатобумажные и кашемировые покрывала, полубархат, шали и платки, кашемировые и другие виды тканей: грогрон, батист, муслин-де-лен, материи с персидским рисунком.
По истории династии Прохоровых имеются дополнительные сведения, в которых указана, что Екатерина Никифоровна в действительности управляла предприятиями. Историк Прохоровых писал о супружеской чете Василия и Екатерины Прохоровых в управленческом стиле:
Близкою Василию Ивановичу по уму и нравственному складу была вторая жена его, Екатерина Никифоровна, на которой он женился в зрелых летах (ему в это время было 42-43 года, а ей не более 17 лет. <…> Будучи много моложе своего мужа, она вполне прониклась его убеждениями и взглядами на жизнь и людей. <…> Работала она с утра до вечера и окружающим ее любила говорить, что праздность гибельна, свободное же время посвящала молитве, чтению житий святых и пению псалмов.
Личное участие Екатерины Никифоровны в семейном деле подтверждается находящимся в архиве договором, в котором говорится об утверждении торгового дома «Братья И., К. и Я. Прохоровы» от 4 ноября 1843 года. В договоре братья написали следующее:
После кончины родителя нашего московского купца Василия Ивановича Прохорова, в оставшемся после него движимом и недвижимом имении и капитале, за выданием из всего оного следуемой части брату нашему мануфактур — советнику Тимофею Васильевичу Прохорову, состоим с родительницей нашею московской 2-й гильдии купчихою Екатериною Никифоровною Прохоровой единственными наследниками, и хотя упомянутый капитал был как наследственный, объявляем от имени родительницы нашей, а мы, состоя при ней, занимались под её надзором издавна производимою нами торговлею. Но ныне, принимая во внимание преклонные её лета и нежелание заниматься далее торговыми делами, и при том, не желая делить между собою имение и капитал, по согласию и благословению родительницы нашей для распространения торговли бумажными произведениями наших фабрик вознамерились открыть с объявлением по 1-й гильдии капитала, на основании законов, с сего 1843 года на неопределенное время в образе полного товарищества Торговый дом под фирмою "И… "И., К. и Я. Прохоровы Братья".
Екатерина Прохорова умерла 9 августа 1851 года, прожив 72 года.